# Ébaty
Ébaty és un municipi francès, situat al departament de la Costa d'Or i a la regió de Borgonya - Franc Comtat. L'any 2007 tenia 211 habitants.

## Demografia

### Població
El 2007 la població de fet d'Ébaty era de 211 persones. Hi havia 78 famílies, de les quals 12 eren unipersonals (4 homes vivint sols i 8 dones vivint soles), 25 parelles sense fills i 41 parelles amb fills.
La població ha evolucionat segons el següent gràfic:
Habitants censats

### Habitatges
El 2007 hi havia 80 habitatges, 76 eren l'habitatge principal de la família, 2 eren segones residències i 2 estaven desocupats. 78 eren cases i 2 eren apartaments. Dels 76 habitatges principals, 66 estaven ocupats pels seus propietaris, 8 estaven llogats i ocupats pels llogaters i 1 estava cedit a títol gratuït; 2 tenien dues cambres, 10 en tenien tres, 30 en tenien quatre i 33 en tenien cinc o més. 55 habitatges disposaven pel capbaix d'una plaça de pàrquing. A 24 habitatges hi havia un automòbil i a 48 n'hi havia dos o més.

### Piràmide de població
La piràmide de població per edats i sexe el 2009 era:
| Homes | Edats   | Dones |
| ----- | ------- | ----- |
| 0     | 95 o +  | 0     |
| 0     | 90 a 94 | 0     |
| 0     | 85 a 89 | 4     |
| 4     | 80 a 84 | 0     |
| 0     | 75 a 79 | 4     |
| 4     | 70 a 74 | 0     |
| 4     | 65 a 69 | 0     |
| 0     | 60 a 64 | 0     |
| 0     | 55 a 59 | 8     |
| 4     | 50 a 54 | 0     |
| 8     | 45 a 49 | 12    |
| 4     | 40 a 44 | 0     |
| 8     | 35 a 39 | 16    |
| 8     | 30 a 34 | 12    |
| 8     | 25 a 29 | 4     |
| 4     | 20 a 24 | 4     |
| 4     | 15 a 19 | 8     |
| 8     | 10 a 14 | 4     |
| 8     | 5 a 9   | 12    |
| 4     | 0 a 4   | 4     |

## Economia
El 2007 la població en edat de treballar era de 138 persones, 108 eren actives i 30 eren inactives. De les 108 persones actives 101 estaven ocupades (52 homes i 49 dones) i 7 estaven aturades (2 homes i 5 dones). De les 30 persones inactives 13 estaven jubilades, 8 estaven estudiant i 9 estaven classificades com a «altres inactius».

### Ingressos
El 2009 a Ébaty hi havia 79 unitats fiscals que integraven 224 persones, la mediana anual d'ingressos fiscals per persona era de 16.569 €.

### Activitats econòmiques
Dels 5 establiments que hi havia el 2007, 2 eren d'empreses de construcció, 1 d'una empresa de comerç i reparació d'automòbils, 1 d'una empresa de serveis i 1 d'una entitat de l'administració pública.
L'únic servei als particulars que hi havia el 2009 era un paleta.

## Equipaments sanitaris i escolars
El 2009 hi havia una escola elemental integrada dins d'un grup escolar amb les comunes properes formant una escola dispersa.

## Poblacions més properes
El següent diagrama mostra les poblacions més properes.